# Гуммерус, Герман
Герман Грегориус Гуммерус (швед. Herman Gregorius Gummerus; 24 декабря 1877, Санкт-Петербург, Российская империя — 18 июля 1948, Хельсинки, Финляндия) — финский правый политик, дипломат.

## Биография
Родился в 1877 году в Петербурге в семье финляндских шведов. В 1911—1920 и 1926—1947 преподавал в Хельсинкском университете. Сторонник независимости Финляндии, за что арестовывался в 1904.
Во время Первой мировой войны сотрудничал с германским министерством иностранных дел, работал в финском бюро Фрица Веттерхофа в Стокгольме. Сорудничал с финскими и прибалтийскими националистами и украинскими революционерами, в том числе с Александром Кескюлой.
После получения Финляндией независимости, в 1918 Гуммерус открыл финскую миссию в Киеве. В 1920—1925 — финский посол в Риме. Восхищался набиравшим силу фашистским движением.
В 1925 возвратился в Финляндию. Один из основателей правого Патриотического народного движения (IKL).

## Сочинения
- Der römische Gutsbetrieb (1905)
- Die Fonden der Kolonnen (1908)
- Aktiva kampår (1925)
- Jägare och aktivister (1927)
- Україна в переломні часи. Перевод Й. Ремі, В. Пилипенко. 1997.